# Henchir Kssiba
Henchir Kssiba, anciennement  Civitas Popthensis, est une ancienne cité romaine située dans la commune d'Ouled Moumen dans la wilaya de Souk Ahras en Algérie.

## Histoire
L'histoire du site remonte aux périodes punique et numide. Les trouvailles effectuées dans les ruines de l'ancienne ville témoigne de la pluralité culturelle au sein de la cité, des influences de Carthage puis de Rome. Des inscriptions ont été retrouvées dans trois langues antiques : en latin pour les plus nombreuses, en langue libyque et en néo-punique pour quelques-unes. L'épigraphie témoigne notamment des cultes locaux à Baal, Saturne - son équivalent à la période romaine - et Mercure. La civitas Popthensis était sans doute une grosse bourgade au centre d'un terroir agricole opulent pratiquant la céréaliculture, l'oléiculture - de nombreux pressoirs ont été retrouvés dans et hors de la ville - et l'élevage. Un peu à l'écart des grandes voies commerciales, la cité organisait les échanges locaux entre les gens de la plaine et les populations de la montagne. Sa période de prospérité maximale semble correspondre au début du IIIe siècle. À partir de la superficie des ruines et de l'évaluation du débit de l'aqueduc, Julien Guey évaluait la population de l'agglomération à environ 10 000 ou 12 000 habitants.

## Découvertes

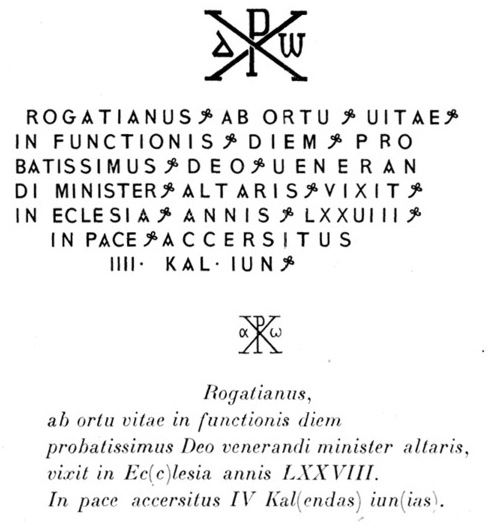
Épitaphe de Rogatianus

Le nom exact de la cité antique est resté inconnu, jusqu'en 1917 où la trouvaille d'une inscription officielle commémorant la construction d'un temple de Saturne, a permis de prouver que cette cité était la civitas Popthensis,. Les fouilles menées dans les années 1930 ont permis de mettre au premier plan l'histoire religieuse de la cité en retrouvant une aire sacrée et 47 stèles dédiées à Saturne. Les fouilles menées par Julien Guey dans les thermes en 1936 ont aussi permis de retrouver de très nombreuses inscriptions latines. Les thermes étaient construits en grand appareil et comportaient des latrines bien conservées. En 1930, une épitaphe dédiée à un clerc nommé Rogatianus fut découverte dans la nécropole de la ville.